# إي إس بي إن+
إي إس بي إن+ (بالإنجليزية: ESPN+)‏ هي خدمة بث فيديو اشتراك أميركي تتوفر في الولايات المتحدة، مملوكة لقسم إي إس بي إن في شركة والت ديزني، بالشراكة مع إي إس بي إن.، وهي مشروع مشترك بين شركة والت ديزني (التي تمتلك تسيطر على 80٪ من الحصة) وشركة هيرست (التي تمتلك 20٪ المتبقية). إنها واحدة من العلامات التجارية الثلاث الرئيسية لبث الاشتراك في ديزني في الولايات المتحدة، جنبًا إلى جنب مع ديزني+ وهولو، وتعمل باستخدام تقنية شركة بام تك التابعة لشركة ديزني، والمعروفة الآن باسم ديزني ستريمنج.

## وصلات خارجية
- الموقع الرسمي